# Catostylus
Catostylus Agassiz, 1862è un genere di meduse appartenenti alla famiglia Catostylidae.

## Tassonomia
Il genere comprende le seguenti specie:
- Catostylus cruciatus (Lesson, 1830)
- Catostylus mosaicus (Quoy & Gaimard)
- Catostylus ornatellus(Vanhöffen, 1888)
- Catostylus ouwensi Moestafa & McConnaughey, 1966
- Catostylus perezi Ranson, 1945
- Catostylus tagi (Haeckel, 1869)
- Catostylus townsendi Mayer, 1915
- Catostylus tripterus (Haeckel, 1880)
- Catostylus turgescens (Schulze, 1911)
- Catostylus viridescens (Chun, 1896)